# Guido Trentin
Guido Trentin (* 24. November 1975 in Grandate) ist ein ehemaliger italienischer Radrennfahrer.

## Sportliche Karriere
Guido Trentin begann seine Karriere 1998 bei dem italienischen Radsportteam Vini Caldirola. Bei der Tour de France 2000 wurde er Zweiter in der Nachwuchswertung hinter Francisco Mancebo. Daraufhin wechselte er zu der französischen Équipe Cofidis, für die er fünf Jahre lang fuhr. Dreimal startete Trentin bei der Tour de France, seine beste Platzierung war Rang 18 im Jahre 2002. Viermal nahm der an der Vuelta a España teil, 2002 wurde er 15. und 2005 belegte er Platz 19; zweimal startete er beim Giro d’Italia, 2005 wurde er 40., und 2006 wurde er 30.

## Erfolge
1997
- Gesamtwertung Triptyque Ardennaise

1999
- Gesamtwertung Trans Canada

2002
- Gesamtwertung Tour du Poitou-Charentes et de la Vienne
- eine Etappe Vuelta a España

2005
- eine Etappe Tour de la Région Wallonne
- eine Etappe Grande Prémio Internacional de Torres Vedras

## Grand-Tour-Platzierungen
| Grand Tour            | 1998 | 1999 | 2000 | 2001 | 2002 | 2003 | 2004 | 2005 | 2006 |
| --------------------- | ---- | ---- | ---- | ---- | ---- | ---- | ---- | ---- | ---- |
| Giro d’ItaliaGiro     | –    | –    | –    | –    | –    | –    | –    | 40   | 30   |
| Tour de FranceTour    | –    | –    | 18   | 45   | –    | 63   | –    | –    | –    |
| Vuelta a EspañaVuelta | 105  | –    | –    | 74   | 15   | 19   | 76   | –    | –    |

## Teams
- 1998–2000 Vini Caldirola
- 2001–2005 Cofidis
- 2006–2007 Saunier Duval-Prodir